# Senden (Bavaria)

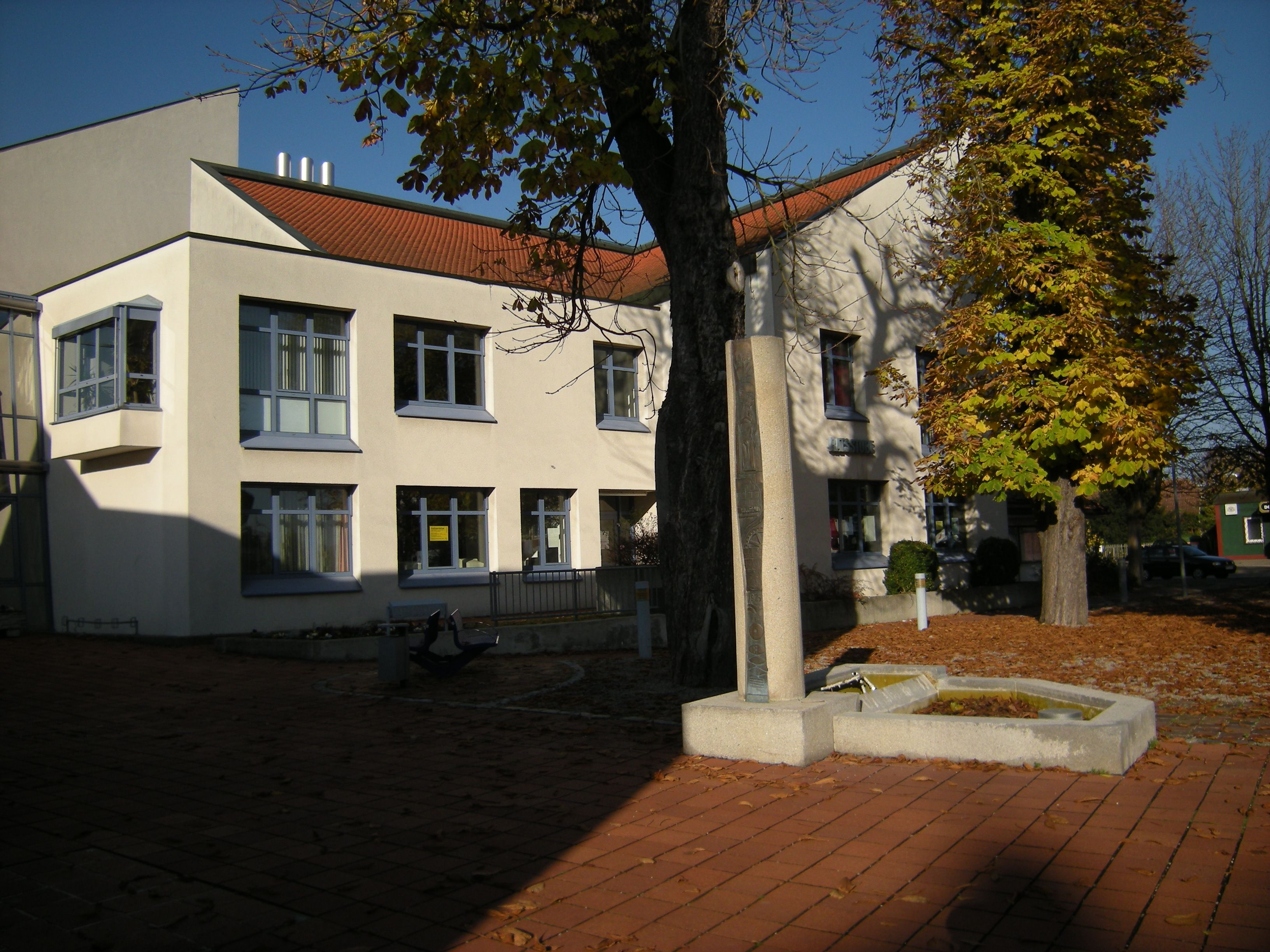
Senden (primăria)

Senden este un oraș din districtul Neu-Ulm, regiunea administrativă Șvabia, landul Bavaria, Germania.